# Pyrrhura molinae
La cotorra de Molina, cotorra de mejillas verdes o chiripepé de cabeza parda (Pyrrhura molinae) es una pequeña especie de ave psitaciforme sudamericana de la familia de los psitácidos originaria del noroeste de Argentina, Brasil, Bolivia y el extremo norte del Chaco paraguayo.

## Taxonomía y sistemática
La subespecie P. m. hypoxantha se conocía anteriormente como P. m. sordida y algunas veces fue tratada como una especie separada. Sin embargo, por el principio de prioridad, el nombre más antiguo hypoxantha reemplazó a sordida. La cotorra de Molina también ha sido tratada como coespecífica con Pyrrhura frontalis.
La cotorra de Molina está más estrechamente relacionada con Pyrrhura frontalis, Pyrrhura lepida y Pyrrhura perlata.

## Descripción
La cotorra de Molina mide de 25 a 26 cm de largo y pesa de 62 a 81 g. No existe dimorfismo sexual alguno (los machos y las hembras son similares). Los adultos de la subespecie P. m. molinae son de color marrón opaco desde la frente hasta la nuca y tienen mejillas verdes, cobertores auditivos de color marrón ceniciento y un anillo ocular blanco crema. Sus partes superiores son verdes. Su barbilla, garganta y los lados de su cuello son de color marrón escamoso y blanquecino. Su vientre es de color rojizo opaco y sus flancos inferiores y área de ventilación son de color verde. Su ala es mayoritariamente verde, con plumas de vuelo azuladas. Su cola es de color rojizo opaco. Los jóvenes son similares a los adultos pero sin el vientre rojo.
La subespecie P. m. phoenicura es verde en la superficie superior de la base de su cola. P. m. restricta tiene un collar azul, un tinte azul en las mejillas y una mancha roja más pequeña en el vientre que el nominado. P. m. hypoxantha tiene una corona más pálida y escamas menos marcadas en el pecho que el nominado. P. m. australis es más pálido que el nominal y tiene una mancha roja más grande en el vientre. P. m. flavoptera es de color naranja a rojo en la curva del ala y en el borde del carpo y, por lo demás, es como el nominado.
Un pequeño número de individuos de P. m. hypoxantha tienen partes inferiores en su mayoría amarillas.

## Hábitat
Habita en bosques de tierras bajas (principalmente caducifolios), bosques secundarios y bosques de galería en las elevaciones más bajas del Pantanal y bosques subtropicales húmedos de hasta 2000 m.

## Comportamiento
Las poblaciones de cotorras que se reproducen en elevaciones más altas se trasladan a las más bajas en invierno.

### Alimentación
Tiene una dieta variada que, en la naturaleza, se compone de frutas, semillas, flores y, en menor medida, néctar y hojas.

### Reproducción
La temporada de reproducción de la cotorra de Molina en Argentina incluye febrero, pero no se ha definido su temporada en otros lugares. Como otros loros, anida en las cavidades naturales de los árboles. En cautiverio, el tamaño de la nidada es de cuatro a seis huevos, que incuban de 22 a 25 días, ambos padres incuban la nidada y el emplumado de los pichones se produce unas siete semanas después de la eclosión.

## Subespecies
Se reconocen las siguientes subespecies:
- Pyrrhura molinae molinae en Bolivia oriental.
- Pyrrhura molinae phoenicura en el noreste boliviano y el Mato Grosso.
- Pyrrhura molinae sordida (hypoxantha) en el sureste del Mato Grosso y el este boliviano.
- Pyrrhura molinae restricta en la región de Chiquitos (Bolivia)
- Pyrrhura molinae australis en el Centro sur de Bolivia y el noroeste de Argentina.

## Avicultura y mutaciones
Además de las formas de color natural, gracias a la crianza por medio de la avicultura se han producido razas domésticas de colores distintos (mutaciones):
- Las cotorras canela son de color verde lima y tienen una coloración más clara y pálida. La cabeza es bronceada y las plumas de la cola son de un marrón más claro en comparación con los periquitos de mejillas verdes normales.
- Las amarillas tienen el pecho de colores brillantes que se gradúan de rojo a amarillo y cabezas gris oscuro. En raras ocasiones, también poseen una pluma de color amarillo brillante a cada lado del ala superior. Este es un carácter recesivo raro del cual solo se puede encontrar una cría en aproximadamente 10 puestas. Esta característica a menudo aumenta su valor.
- Las cotorras piña es una combinación de las variaciones de canela y amarillo. Tienen el pecho de colores vivos, la cabeza color canela y plumas verde lima en el dorso como un loro de mejillas verde canela. Las plumas de la cola son las mismas que las de un lado amarillo, lo que proporciona un efecto de halo.
- Las turquesas tienen un cuerpo con algunas plumas azul verdosas y verdes. El extremo de las plumas de las alas tiene una calidad muy iridiscente si no se corta. Las plumas del pecho son grisáceas y las plumas de la cola son grises.
- Las variedades de manzana verde/roja/azul son menos comunes, pero se han visto.

## Amenazas y conservación
La Lista Roja de la UICN cataloga a la cotorra de Molina como especie bajo preocupación menor. A pesar de que tiene un área de distribución bastante amplia, sus poblaciones están disminuyendo debido principalmente a la gran velocidad con la cual está desapareciendo su hábitat, y por el tráfico ilegal. Es por ello que te pedimos que no participes en la compra ilegal de loros silvestres, y de esta manera, podrás evitar a que esta especie se extinga.